# IC 3652
IC 3652 ist eine elliptische Zwerggalaxie vom Hubble-Typ E0 im Sternbild Jungfrau nördlich der Ekliptik. Sie ist schätzungsweise 26 Millionen Lichtjahre von der Milchstraße entfernt, hat einen Durchmesser von etwa 6.000 Lj und ist unter der Katalognummer VVC 1861 als Teil des Virgo-Galaxienhaufens gelistet.
Im selben Himmelsareal befinden sich u. a. die Galaxien NGC 4638, IC 3625, IC 3653, IC 3665.
Das Objekt wurde am 10. Mai 1904 von Royal Harwood Frost entdeckt.